# عباس بن الشيخ الحسين
الشيخ عباس (قسنطينة 1912م - باريس 1989م) بن إسماعيل بن دَحمان بن علّاوة بن الشيخ الحسين، عالم وأديب ومناضل جزائري من كبار رجالات الإصلاح الديني والاجتماعي والسياسي في القرن العشرين الميلادي. تقلب في العديد من المناصب السامية واستقال من معظمها وفاء لمبادئه إلى أن وافته المنية وهو في قلب معمعة الذود عن مفهومه السمح للإسلام والدفاع عن المسلمين في فرنسا ضدّ الجهل والتعصب والعنصرية.

## المنشأ
ولد الشيخ عباس سنة 1912م في الزّاوية التي تحمل اسم جدّه، مؤسّسها الشيخ الحسين القشي في منتصف القرن التاسع عشر الميلادي، قرب ميلة في ناحية قسنطينة بالشرق الجزائري. ولم تُلزم هذه الزاوية نفسها بطريقة صوفية بعينها، مكتفية بالعمل الاجتماعي والتربوي الإسلامي. فكانت، جيلا بعد جيل، تبعث بأبنائها وتلاميذها إلى جامعتي الزيتونة بتونس والقرويين بفاس بالمغرب، مكونة بذلك العشرات من العلماء الأكفاء للمحافظة على الهُوية العربية الإسلامية للجزائر في أزمنة الاستعمار القاتمة.

## التكوين العلمي
بعد حفظ القرآن وتلقيه التكوين الأول في الفقه المالكي واللغة العربية على يدي مشايخ الزاوية العائلية، سافر مع أخيه الشيخ مرزوق (الذي أصبح فيما بعد إماما للمسجد الكبير بقسنطينة) إلى تونس للدراسة العليا في جامعة الزيتونة. وما لبث أن قرر الذهاب إلى المغرب حيث درس بجامعة القرويين بفاس وتخرّج منها محصلا على درجة العالمية.

## النضال في الحركة الإصلاحية

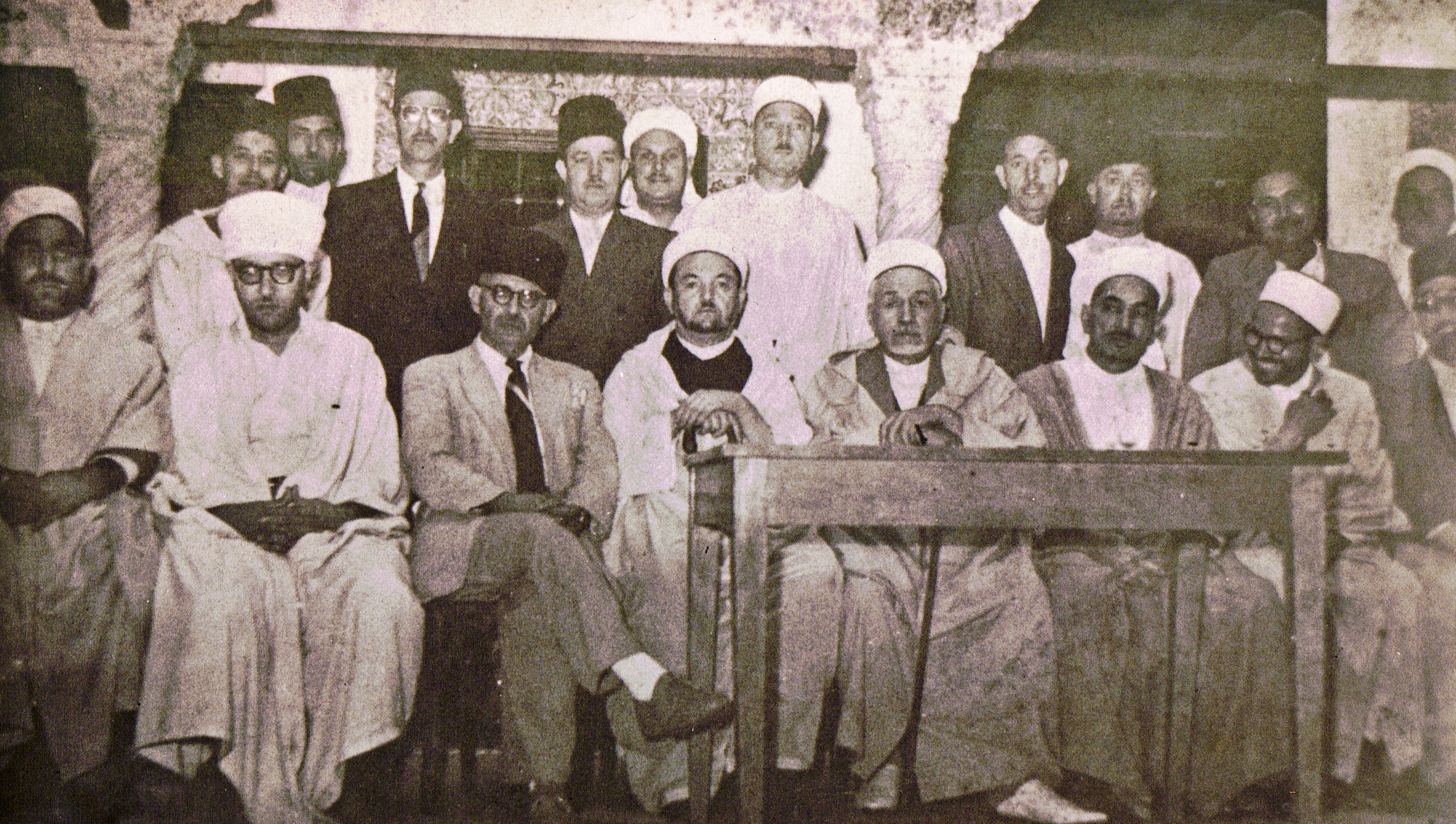
المجلس الإداري لجمعية العلماء - 1949. (الجلوس، من اليمن إلى الشمال) أحمد بوشمال، عبد اللطيف سلطاني، محمد خير الدين البسكري، محمد البشير الإبراهيمي (نائب الرئيس)، العربي التبسي، أحمد توفيق المدني، عباس بن الشيخ الحسين، نعيم النعيمي، (الوقوف من خلف) مجهول، حمزة بوكوشة، أحمد سحنون، عبد القادر المغربي، الجيلالي الفارسي، أبو بكر الأغواطي، أحمد حماني، باعزيز بن عمر، مجهول، مجهول.

- انخرط إثر عودته من المغرب في صفوف جمعية العلماء المسلمين الجزائريين، وسريعا ما أصبح عضوا للمكتبها الدائم. ولخطابته وتفوهه وقوة إقناعه، انتخبه رفقاؤه من أعضاء الجمعية متجولا عاما لمؤسستهم.
- صاحب الشيخ عباس الإمام عبد الحميد بن باديس وتأثر بنهجه الإصلاحي وأفكاره التجديدية ومحاربته للخرافة والدجل والتواكل لكونها ركائز لبقاء الهيمنة الفرنسية.
- ورافق الشيخ البشير الإبراهيمي في نضاله وتجديده وتآخيا إلى أن فرّق الموت بينهما.
- وعند اندلاغ الثورة الجزائرية والحكم عليه ورفاقه بالإعدام من طرف السلطات الاستعمارية سافر متخفيا مع الأستاذ أحمد توفيق المدني (وزير الأوقاف لاحقا) الي فرنسا ومنها إلى سويسرا ومن ثّم إلى القاهرة حيث شاركا في تأسيس الحكومة الجزائرية المؤقتة برئاسة فرحات عباس. ثم ذهب الشيخ عباس ممثلا لهذه الحكومة وللثورة الجزائرية في المملكة العربية السعودية.

## بعد استقلال الجزائر
- ثُبّت الشيخ عباس رسميا كأول سفير للجزائر المستقلة في المملكة العربية السعودية، لكنه ما لبث أن استقال. فعندما بادر الرئس الجزائري أحمد بلة بمهاجمة العائلة السعودية الحاكمة لا لشيء إلا لمسايرة سياسة الرئيس المصري جمال عبد الناصر، تحرّج الشيخ عباس من هذا الموقف العدائي المجّاني، وهو قد كان أول شاهد على مساندة السعوديين المطلقة للثورة الجزائرية وقضيتها، فعاد إلى بلده مقدما استقالته إلى الرئيس أحمد بن بلة قائلا له: «غيرتم سياستكم فغيروا إذن رجالكم».

عُين بعد ذلك أول رئيس لمكتب مقاطعة إسرائيل في الجامعة العربية.
- عيّن أول رئيس للمجلس الإسلامي الأعلى الحديث التكوين بالجزائر. وبعد محاولات للإصلاح لم توافقه عليها الحكومة الجزائرية، قدّم استقالة مكتوبة من منصبه، وجه خطابه فيها إلى الرئيس هواري بومدين قائلا : «إنني بين شعب يريدني أن أشبه عمر الفاروق وحكومة لا تؤمن بعمر الفاروق».
- عيّن سفيرا في إندونيسيا ولكنّه رفض الذهاب إليها لاعتقاده أنه لا يستطيع خدمة بلده إذ هو لا يحسن اللغة الإندونسية ولا الإنجليزية، وفضل البقاء في وطنه مبتعدا عن كل عمل رسمي مدّة ثلاث عشرة سنة، مكتفيا بالتطوع كخطيب للجمعة بالجامع الكبير بالجزائر العاصمة.

## في فرنسا
في سنة 1982م وافق على تنصيبه عميدا للمعهد الإسلامي وإماما لمسجد باريس الكبير، خلفا لحمزة أبو بكر وبقي هناك باذلا جهده في لم شمل المسلمين والدفاع عن حقوقهم إلي أن وافته المنية في 3 ماي سنة 1989م.

## وصلات خارجية
- الموقع الرسمي لمسجد باريس Abbas Bencheikh
- بالفرنسية fr Nouvel Observateur, 6-12 avril 1989.